# Kajiwara Yukiya
Yukiya Kajiwara (sinh ngày 24 tháng 6 năm 1996) là một cầu thủ bóng đá người Nhật Bản.

## Sự nghiệp câu lạc bộ
Yukiya Kajiwara đã từng chơi cho Giravanz Kitakyushu.